# Convention internationale des parlementaires sur le Tibet
La Convention internationale des parlementaires sur le Tibet (anglais : World Parliamentarians Convention on Tibet (WPCT)) a été fondée en 1994. Depuis, sept conventions se sont tenues. La 7e Convention en mai 2019 à Riga en Lettonie a été suivie d'une controverse avec l'exclusion pour six mois d'un député népalais, Pradip Yadav, de son parti, le Samajbadi Party Nepal (en), pour y avoir assisté.